# رياضات مائية
الرياضات المائية هي أنواع من الألعاب الرياضية التي تمارس حصراً بوجود الماء.
تمارس بعض الألعاب المائية ضمن الماء وبعضها على سطحه فقط، والبعض الآخر تحته.
من أشهر الرياضات المائية ضمن الماء كل من السباحة بمختلف أنواعها بالإضافة إلى السباحة المتزامنة، والغطس من على منصب ثابت أو متحرك، وكرة الماء.
من أشهر الرياضات المائية على سطح الماء رياضات التزلج على الماء وركوب الأمواج وركوب القوارب الشراعية وركوب الطوافات Rafting، والملاحة الشراعية، والتجديف، بالإضافة إلى سباق القوارب وسباق اليخوت وركوب الكاياك وقارب الكانو، وكرة ماء الكانو Canoe polo.
أما الرياضات التي تمارس تحت الماء فهي الغوص بشكل رئيسي.

## اقرأ أيضاً
- ألعاب رياضية